# Josef Wurm (voják)
Pplk. Josef Wurm (4. března 1894 Popovice – 3. února 1946 Těchonín) byl legionář, důstojník československé armády a odbojář z období druhé světové války.

## Život

### Mládí a první světová válka
Josef Wurm se narodil v roce 1894 v Popovicích v okrese Benešov. Mezi lety 1906 a 1912 studoval na benešovském gymnáziu, poté byl dva roky na lékárenské praxi v Kašperských Horách. 14. září 1914 byl odveden do c. k. rakousko-uherské armády a stal se příslušníkem sanitního oddílu v Praze. Po dalším vzdělávání byl 1. ledna 1916 umístěn jako bakteriolog do Zámostu a v březnu téhož roku k pěšímu pluku do Békéscsaby. Mezi dubnem a červencem 1916 absolvoval důstojnickou školu v Nagy-Varad a poté byl převelen na italskou frontu. 14. září 1916 padl do zajetí a 1. července 1917 vstoupil do Československých legií, kde sloužil jako velitel výzvědné hlídky v prostoru Piavy.

### Mezi světovými válkami
Josef Wurm se do Československa vrátil 30. listopadu 1918. Na přelomu let 1918/1919 se zúčastnil obsazování Slovenska konkrétně bojů u Devínské Nové Vsi a Galanty a poté sloužil na maďarských hranicích. V létě 1919 se jako velitel roty účastnil dalších ozbrojených srážek s Maďary, 20. září byl pak povýšen na nadporučíka a i s jednotkou přemístěn do Prahy. Po dalším vzdělávání se už jako kapitán vrátil na Slovensko jako velitel roty do Petržalky. Dne 24. května 1923 se oženil. Poté střídal místa často na Slovensku a kariérně stoupal. Od roku 1935 již působil na velitelství I. sboru v Praze. 1. prosince 1936 byl jmenován velitelem praporu Stráže obrany státu v Jičíně a současně vojensko-technickým referentem u hlavního okresního politického úřadu tamtéž. Byl kladně hodnocen, mezi jiným za potlačení povstání sudetských Němců v Broumovském výběžku.

### Druhá světová válka
Po příchodu Němců okamžitě vstoupil do Obrany národa a stal se okrskovým velitelem v Jičíně, kde úspěšně budoval síť spolupracovníků, jedním z nich byl pplk. Jan Kopecký. Dne 19. února byl zatčen gestapem, na několika místech tvrdě vyslýchán, ale organizaci neprozradil. Ta mohla po doplnění pokračovat v činnosti. Za přípravu velezrady byl odsouzen ke čtyřem a půl letům vězení a umístěn do Gollnova na Štětínsku, kde těžce pracoval v lomu. Po vypršení trestu nebyl propuštěn, ale přemístěn do Hamburku k odklízení trosek po bombardování města. Závěr války trávil v terezínské Malé pevnosti. Po osvobození opět vstoupil do armády a byl povýšen do hodnosti podplukovníka. Útrapy z věznění si ale vyžádaly svou daň a Josef Wurm onemocněl zánětem srdečního svalu, selhalo mu srdce a 3. února 1946 v Těchoníně zemřel.

## Rodina
Josef Wurm se narodil v rodině učitele Vincence Wurma a jeho manželky Kateřiny, rozené Krásové. 24. května 1923 se v Praze oženil s Věrou Hodkovou, dcera Olga Ivetta se mu narodila v lednu 1928 v pražské divizní nemocnici I.